# Listă de modele Playboy
Lista cuprinde actrițe, cântărețe, fotomodele sau câștigătoare a unor concursuri de frumusețe, care au apărut în unele reviste Playboy.

## A
- Nadja Abd el Farrag
- Amy Acuff
- Mariella Ahrens
- Mary Amiri
- Ursula Andress
- Zeudi Araya
- Nadine Arents
- Berrit Arnold
- Rosanna Arquette
- Susann Atwell

## B
- Barbara Bach
- Brigitte Bardot
- Yvonne de Bark
- Drew Barrymore
- Jaid Barrymore
- Kim Basinger
- Silvana Bayer
- Amanda Beard
- Garcelle Beauvais
- Meret Becker
- Caroline Beil
- Shari Belafonte
- Markéta Bělonohá
- Iris Berben
- Julia Biedermann
- Kristin Boese
- Jennifer Bongardt
- Nina Bott
- Caprice Bourret
- Lisa Boyle
- Anne-Sophie Briest
- Maria Brockerhoff
- Heidi Brühl
- Gabriella Brum

## C
- Carol Campbell
- Erica Campbell
- Naomi Campbell
- Candice Michelle
- Belinda Carlisle
- Charisma Carpenter
- Tia Carrere
- Claudia Christian
- Kyla Cole
- Joan Collins
- Caroline Cossey
- Cindy Crawford
- Denise Crosby
- Adrianne Curry

## D
- Patti D'Arbanville
- Racquel Darrian
- Stacey Dash
- Patti Davis
- Kristine DeBell
- Christine Deck
- Catherine Deneuve
- Bo Derek
- Juliana Didone
- Doreen Dietel
- Aurelia Dobre
- Shannen Doherty
- Corinna Drews

## E
- Alison Eastwood
- Barbara Eden
- Isabel Edvardsson
- Anita Ekberg
- Carmen Electra
- Shannon Elizabeth
- Jenny Elvers-Elbertzhagen
- Charlotte Engelhardt
- Fiona Erdmann
- Susi Erdmann
- Linda Evans
- Angie Everhart

## F
- Lola Falana
- Rita Faltoyano
- Farrah Fawcett
- Anke Feller
- Sherilyn Fenn
- Yasmina Filali
- Vera Fischer
- Willa Ford
- Samantha Fox

## G
- Danielle Gaubert
- Melissa George
- Jasmin Gerat
- Elizabeth Gracen
- Melanie Griffith
- Vida Guerra

## H
- Britt Hagedorn
- Cosma Shiva Hagen
- Gisela Hahn
- Geri Halliwell
- Regina Halmich
- Mie Hama
- Jaime Hammer
- Daryl Hannah
- Ashley Harkleroad
- Goldie Hawn
- Britta Heidemann
- Tricia Helfer
- Margaux Hemingway
- Mariel Hemingway
- Diana Herold
- Eva Herzigová
- Claudia Hoffmann
- April Hunter
- Rachel Hunter

## I
- Eva Ionesco
- Monica Ivancan

## J
- La Toya Jackson
- Doreen Jacobi
- Jana Ina
- Jasmine Fiore
- Grace Jones
- Tonny de Jong

## K
- Alexandra Kamp
- Lale Karci
- Christine Kaufmann
- Sandra Keller
- Paula Kelly
- Andrea Kempter
- Sarah Kern
- Alice Kessler
- Ellen Kessler
- Kessler-Zwillinge
- Dorkas Kiefer
- Arabella Kiesbauer
- Nastassja Kinski
- Sonja Kirchberger
- Gerit Kling
- Diana Körner
- Michalina Koscielniak
- Karina Kraushaar
- Nina Kristin
- Christiane Krüger
- Joanna Krupa
- Katharina Kuhlmann
- Janine Kunze
- Marion Kurz
- Estefania Küster
- Sarah Kuttner

## L
- Tanja Lanäus
- Audrey Landers
- Kerstin Landsmann
- Andrea L’Arronge
- Alida-Nadine Kurras
- Chyna
- Amanda Lear
- Sung Hi Lee
- Veruschka Gräfin von Lehndorff
- Miranda Leonhardt
- Bai Ling
- Liza Li
- Sophia Loren
- Lisa Lyon

## M
- Elle Macpherson
- Holly Madison
- Madonna
- Brigitte Maier
- Cindy Margolis
- Melanie Marschke
- Ashley Massaro
- Mercedes McNab
- Lutricia McNeal
- Vanessa Menga
- Rena Mero
- Michelle (Sängerin)
- Dannii Minogue
- Nandini Mitra
- Masumi Miyazaki
- Constance Money
- Demi Moore
- Alessandra Mussolini
- Ornella Muti

## N
- Anja Nejarri
- Alexandra Neldel
- Brigitte Nielsen
- Petra Niemann
- Gena Lee Nolin
- Désirée Nosbusch
- Kim Novak
- Anna Nowak

## O
- Uschi Obermaier
- Claire Oelkers
- Ana Paula Oliveira
- Luma de Oliveira
- Carré Otis

## P
- Eva Padberg
- Anne Parillaud
- Tatjana Patitz
- Tera Patrick
- Pandora Peaks
- Dedee Pfeiffer
- Bijou Phillips
- Natalie de la Piedra
- Christina Plate
- Teri Polo
- Paulina Porizkova
- Jaime Pressly
- Katie Price
- Victoria Principal

## R
- Ineta Radēviča
- Kathy Radzuweit
- Charlotte Rampling
- Gabrielle Reece
- Nicole Reinhardt
- Anouschka Renzi
- Denise Richards
- Beatrice Richter
- Fanny Rinne
- Naike Rivelli
- Ellen Rocche
- Mimi Rogers
- Sydne Rome
- Ania Rudy

## S
- Ute Sander
- Lucélia Santos
- Andrea Sawatzki
- Sina Schielke
- Katharina Scholz
- Ivonne Schönherr
- Xenia Seeberg
- Alena Šeredová
- Joan Severance
- Stephanie Seymour
- Shu Qi
- Giulia Siegel
- Nicole da Silva
- Tatjana Simić
- Nancy Sinatra
- Amber Smith
- Michele Smith
- Suzanne Somers
- Elke Sommer
- Jasmin St. Claire
- Susan Stahnke
- Ingrid Steeger
- Íris Stefanelli
- Jessica Stockmann
- Sharon Stone
- Trish Stratus
- Terri Summers
- Christina Surer
- Andrea Suwa
- Jacqueline Svilarov
- Kristy Swanson
- Stephanie Swift
- Tanja Szewczenko

## T
- Romy Tarangul
- Sandra Taylor
- Charlize Theron
- Simone Thomalla
- Nicola Thost
- Susen Tiedtke
- Tiffany (Sängerin)

## U
- Corina Ungureanu

## V
- Saskia Valencia
- Isabel Varell
- Véronique Vendell
- Katalina Verdin
- Dita von Teese

## W
- Jessica Wahls
- Akiko Wakabayashi
- Annika Walter
- Ricarda Wältken
- Jody Watley
- Ela Weber
- Raquel Welch
- Lara Wendel
- Tanja Wenzel
- June Wilkinson
- Kendra Wilkinson
- Peta Wilson
- Torrie Wilson
- Elke Winkens
- Jenny Winkler
- Katarina Witt
- Barbara Alyn Woods

## X
- Xuxa

## Z
- Gundis Zámbó
- Veronika Zemanová
- Christine Zierl